# Dwars door de Lage Landen
Dwars door de Lage Landen is een Nederlandstalig televisieprogramma gepresenteerd door de Belgische presentator Arnout Hauben, in samenwerking met cameraman Philippe Niclaes en geluidsman/dronebestuurder Ruben Callens. In het programma maakt het Belgische drietal een meerdaagse wandeling door België en Nederland, de Lage Landen, waarbij ze in gesprek gaan met de lokale bewoners en passanten.
In 2024 won het programma de Gouden Televizier-Ring, een prestigieuze Nederlandse televisieprijs. Het is het eerste Belgische tv-programma dat deze prijs heeft gewonnen.

## Achtergrond
Het programma is gebaseerd op eerdere programma's die het drietal maakte, waaronder Rond de Noordzee. Typerend zijn de ogenschijnlijk onvoorbereide gesprekken met mensen die ze tegenkomen en de korte geschiedenislessen van Hauben. Volgens de makers zelf zijn de ontmoetingen op een enkele na, vanwege praktische redenen, allemaal spontaan. De overnachtingen regelen ze op de dag zelf. In België wordt het uitgezonden op VRT 1 door omroep VRT (terug te kijken via VRT MAX) en in Nederland op NPO 2 door omroep VPRO (terug te kijken via NPO Start).
Op verzoek van de VPRO, die de serie kocht van de VRT na het eerste seizoen, kwam er een tweede seizoen, dat eerst in Nederland werd uitgezonden.
Van elk seizoen verscheen ook een boek waarin de route is beschreven die het drietal in het programma loopt, zodat mensen deze route ook zelf kunnen lopen om te ontdekken wat er in het programma is te zien.

## Seizoenen
| Seizoen         | Land van uitzenden | Uitzendtijden         | Aantal afleveringen | Start seizoen    | Start seizoen | Einde seizoen    | Einde seizoen | Gemiddelde kijkcijfers |
| Seizoen         | Land van uitzenden | Uitzendtijden         | Aantal afleveringen | Datum            | Kijkcijfers   | Datum            | Kijkcijfers   | Gemiddelde kijkcijfers |
| --------------- | ------------------ | --------------------- | ------------------- | ---------------- | ------------- | ---------------- | ------------- | ---------------------- |
| 1               | België             | Maandag 20:40 – 21:30 | 8                   | 21 maart 2022    | 1.234.799     | 9 mei 2022       | 1.150.715     | 1,2 mln                |
| 1               | Nederland          | Dinsdag 20:25 – 21:15 | 8                   | 22 maart 2022    | 1,1 mln       | 24 mei 2022      | 1.127.000     | 1,1 mln                |
| 2               | Nederland          | Zondag 20:15 – 21:05  | 8                   | 21 april 2024    | 1.429.000     | 9 juni 2024      | 1.218.000     | 1,3 mln                |
| 2               | België             | Maandag 20:40 – 21:30 | 8                   | 7 oktober 2024   | 916.729       | 25 november 2024 | 991.891       | 0,9 mln                |
| Bonusaflevering | België             | Maandag 20:45 – 21:35 | 1                   | 2 december 2024  | 882.482       | n.v.t.           | n.v.t.        | 0,9 mln                |
| Bonusaflevering | Nederland          | Zondag 20:15 – 21:05  | 1                   | 29 december 2024 | 1.178.000     | n.v.t.           | n.v.t.        | 1,2 mln                |

### Seizoen 1
Het drietal wandelde in het eerste seizoen van Oostende naar Maastricht, waarvandaan ze het Pieterpad volgden en zo in Pieterburen belandden. De mannen wandelden de 900 kilometer lange route in de zomer van 2021. De eerste aflevering werd uitgezonden op 21 maart 2022 in België en een dag later in Nederland. Dit seizoen telde acht afleveringen, waarvan vier in Vlaanderen en vier in Nederland werden opgenomen.

### Seizoen 2
In het tweede seizoen startte het drietal ongeveer waar ze in seizoen 1 eindigden: Lauwersoog. Vanuit daar liepen ze een 1000 kilometer lange route dwars door Nederland naar De Panne, de zuidelijkste kustplaats van Vlaanderen, via het Diagonaalpad en de wandelroute GR5A. De wandeltocht van ruim een maand werd opgesplitst in twee delen: het deel door Nederland vond plaats in het voorseizoen, het Belgische deel in het naseizoen. Het seizoen begon in Nederland op 21 april 2024 en telde acht afleveringen. In tegenstelling tot het eerste seizoen kwam dit seizoen er op aanvraag van de VPRO. Zodoende kwam Nederland met vijf van de acht afleveringen iets meer aan bod. De uitzendingen in België startten op 7 oktober 2024.
Op 2 december 2024 werd in België om 20:45 uur een (negende) bonusaflevering van seizoen 2 uitgezonden, waarin niet eerder vertoonde ontmoetingen, onverwachte scènes en ontroerende momenten aan bod kwamen. Deze aflevering werd in Nederland uitgezonden op 29 december 2024 om 20:15.